# 固態電解質

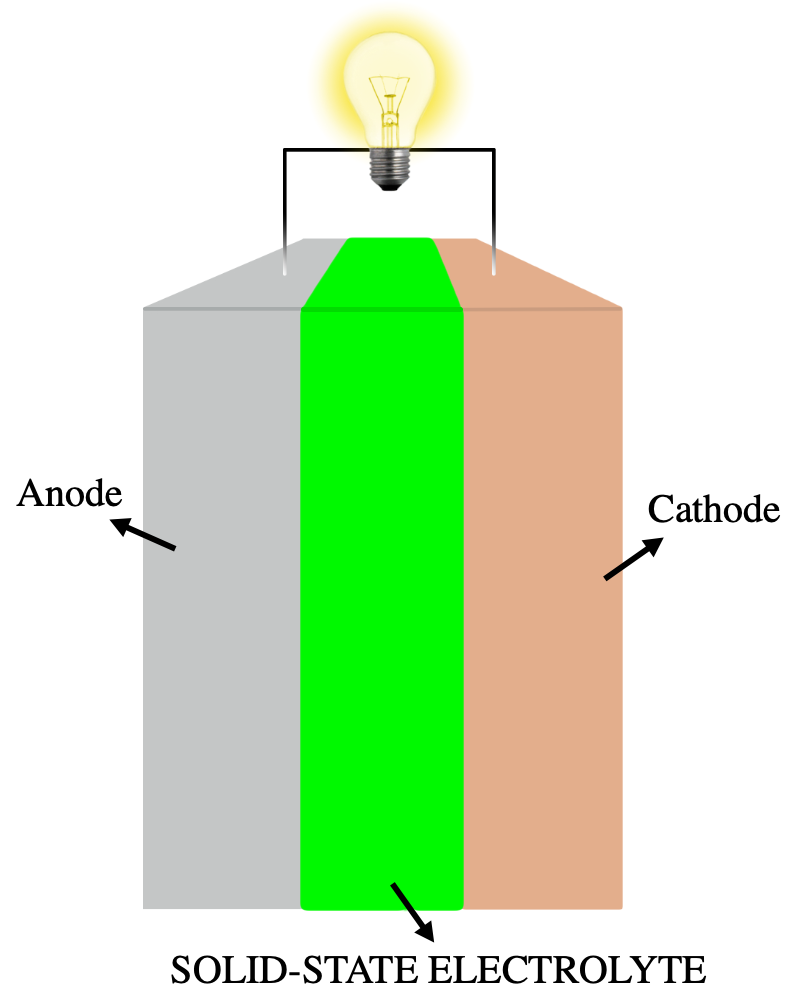
兩個電極之間有固態電解質的全固態電池

固態電解質（solid-state electrolyte）簡稱SSE，是固態电解质材料，也是固态电池主要成份。主要用在電能儲存所需的固态電池中，代替使用液態電解質的鋰離子電池。固態電解質的主要優點是其絕對安全、不會泄漏有毒的有機溶劑、可燃性低、不會揮發、有力學穩定性和熱穩定性、容易處理、低自放電、可達到的功率密度較高。 
固態電解質薄膜在本質上可以抑制鋰的樹突狀成長，因此可以使用锂金屬當電池的陰極，不會有液態電解質時因鋰樹突狀結晶造成短路的問題。用像鋰這樣高電量且低还原电位的陰極（比電量3860 mAh g−1，對於标准氢电极的还原电位為-3.04 V）取代傳統電量的石墨（全鋰化的LiC6，理論比電量是372 mAh g−1）是實現較輕、較薄、較便宜可充電電池的第一步。這可以讓電池有夠高的能量密度，電動汽車單次充電之後，可以行駛超過500英里。
固態電解質的缺點是其離子導電能力比液態電解質低，再加上其他的問題，造成固態電池只出現在學術研究上，無法大規模的生產，用固態電池取代傳統鋰離子電池。2018年時，有許多車廠（Toyota、BMW、Honda、Hyundai）想要在2025年將固態電池為基礎的電動車進行商品化。

## 歷史
第一個無機的固態電解質是麥可·法拉第在19世紀所發現的硫化银（Ag2S）和氟化铅（PbF2）。第一個可以用離子傳導電荷的聚合材料是聚乙二醇（PEO），由V. Wright在1970年代發現。在1980年代初期，科學家已意識到此發現的重要性
不過, 在研究全固態電池時, 有出現無法解決的基礎問題，特別是在其電化學的介面。近年來的主流技術是锂离子电池，為了要在安全性和性能上再有提昇，固态电池是許多人在研究的技術，而且一般認為在最近的將來，可以用固態電池滿足純電動車長行駛里程的需求。
三星集团的Samsung Advanced Institute of Technology（SAIT）在2020年3月發表了有關全固態電池的研究，用銀鍺硫化物（argyrodite）為基礎的固態電極，展示時的能量密度是900 Wh L−1，可以穩定充放電超過一千次，是第一個能量密度接近1000 Wh L−1的電池。

## 外部連結
- Solid-state battery. Retrieved 2020-06-26.